# Wegverharding
De wegverharding of het wegdek is de wijze waarop een weg is verhard. Sommige wegen worden sinds de Romeinse tijd voorzien van een wegverharding. Wegverharding dient om de weg goed begaanbaar te houden, met name voor voertuigen: in het natte seizoen kunnen onverharde wegen onbegaanbaar worden. Voor een goede draagkracht wordt, zo nodig voorafgegaan door grondverbetering, vaak een draagkrachtige funderingslaag op de aardebaan aangebracht.
Een typische opbouw van een weg is dan, van beneden naar boven:
- aardebaan
- zandlaag (zand en menggranulaat) (bijvoorbeeld 500 mm dik)
- puinfundering (bijvoorbeeld 200 mm dik)
- asfaltverharding (bijvoorbeeld 100 mm dik)

## Soorten verhardingen
Tegenwoordig komen verschillende typen verhardingen voor:
- asfaltverhardingen, waaronder asfaltbeton, ZOAB en steenmastiekasfalt
- betonverhardingen, waaronder betonplaten en doorgaand gewapende betonwegen
- elementenverhardingen, waaronder klinkers,kasseien,betonstraatsteen, baksteen en natuursteen
- polymerenverharding, aanwezige of aangevoerde grond wordt verwerkt tot harde laag

## Halfverharde wegen

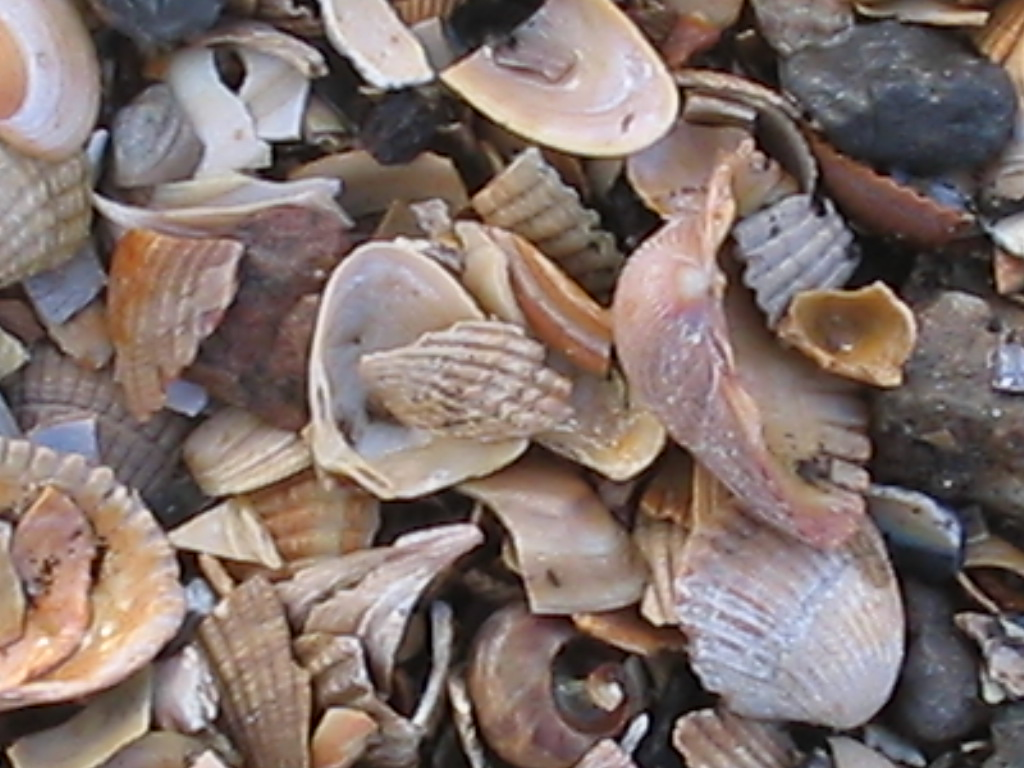
Schelpen worden vaak voor voetpaden gebruikt

Met name bij voetpaden is een volledige verharding lang niet altijd nodig. Sommige voetpaden zijn daarom semi-verhard uitgevoerd. Veel toeristische fietspaden zijn vaak verhard met (wadden)schelpen. Men spreekt van halfverharde (of semi-verharde) wegen als ze voorzien zijn van:
- steenslag (macadam)
- grind
- schelpen

## Eigenschappen
Belangrijke eigenschappen van verhardingen zijn onder andere de belastbaarheid (de bestandheid tegen vervorming onder verkeersbelastingen), het rijcomfort, de stroefheid, de zichtbaarheid, de geluidseigenschappen en de aanleg- en onderhoudskosten.

### Belastbaarheid
De belastbaarheid van de verharding hangt onder andere samen met de dikte van de verhardingslaag en de materiaaleigenschappen van het verhardingsmateriaal (zoals de treksterkte en de elasticiteit).

### Rijcomfort
Het rijcomfort heeft onder andere te maken met de vlakheid van de verharding, waardoor asfaltverhardingen meestal comfortabeler worden ervaren dan elementenverhardingen. Daarnaast heeft een weg een bepaald afschot om te zorgen dat het water naar de kant van de weg (naar een goot of berm) geleid wordt. In bochten wordt verkanting toegepast om een voertuig met hogere snelheid door een bocht te kunnen laten rijden.

### Stroefheid
De stroefheid is een belangrijke variabele in verband met de verkeersveiligheid. Om bestuurbaar te blijven moet een voertuig grip hebben op de verharding en daarnaast beperkt een voldoende stroeve weg de remafstand. Vlak na aanleg van Zeer Open Asfalt (ZOAB) worden er daarom waarschuwingsborden geplaatst die verwijderd worden zodra de bitumenhuid aan de bovenzijde is verdwenen. Betonwegen worden daarom na aanleg meestal eerst uitgeborsteld om een voldoende stroefheid te verkrijgen.

### Zichtbaarheid
Op onverlichte wegen kan asfalt met licht gekleurde mineralen toegepast worden zodat het wegdek beter zichtbaar is tijdens duisternis.

## Geluidseigenschappen
De geluidseigenschappen zijn vooral van belang bij druk bereden wegen nabij woon- en natuurgebieden. Stille wegdekken zijn verhardingsconstructies met betere geluidseigenschappen dan het 'klassieke' asfaltbeton. Elementenverhardingen produceren daarentegen juist weer meer geluid bij dezelfde verkeersintensiteiten en -snelheden en worden daarom tegenwoordig vooral toegepast op erftoegangswegen binnen de bebouwde kom.

## Kosten van aanleg en onderhoud
Het economische aspect bij de keuze van een verhardingsconstructie is de kosten van aanleg en onderhoud. Een belangrijke afweging bij aanleg is de keuze van de te gebruiken materialen en de toe te passen laagdiktes, waarbij de toepassing van duurzamer materialen vaak leidt tot hogere aanlegkosten maar lagere onderhoudskosten. Ook de dikte en de kwaliteit van de wegfundering speelt een belangrijke rol bij de totale aanleg- en onderhoudskosten van een wegconstructie.